# 希普斯塔河
43°7′28″N 40°32′42″E / 43.12444°N 40.54500°E
希普斯塔河是格魯吉亞的河流，位於該國西部阿布哈茲，河道全長33公里，發源自大高加索山脈，最終注入黑海，河口處在古達烏塔附近。